# Pszczyna
Pszczyna (en silésien : Pščyna ; en allemand : Pleß) est une ville de la voïvodie de Silésie, en Pologne. C'est le chef-lieu du powiat de Pszczyna et de la gmina de Pszczyna.
Pszczyna est une ville touristique, renommée pour son château des princes de Pless, son parc et sa réserve de bisons toute proche.

## Géographie
La ville est située dans le sud-est de la région historique de Haute-Silésie sur la rivière Pszczynka, affluent du cours amont de la Vistule. Pszczyna se trouve à 37 kilomètres au sud de Katowice.

## Historique
Situé sur la route commerciale de Cieszyn en Haute-Silésie à Cracovie, un château fort des princes Piast du royaume de Pologne y existait probablement au XIIe siècle déjà. À ce temps, les environs appartenaient à la région de Petite-Pologne et au duché de Cracovie ; jusqu'à ce que, entre 1177 et 1179, le duc princeps Casimir II le Juste les octroie à son cousin, le duc silésien Mieszko Ier, avec la région d'Oświęcim à l'est. La région est alors incorporée dans le duché de Racibórz (bien qu'elle faisait partie du diocèse de Cracovie jusqu'à 1821).

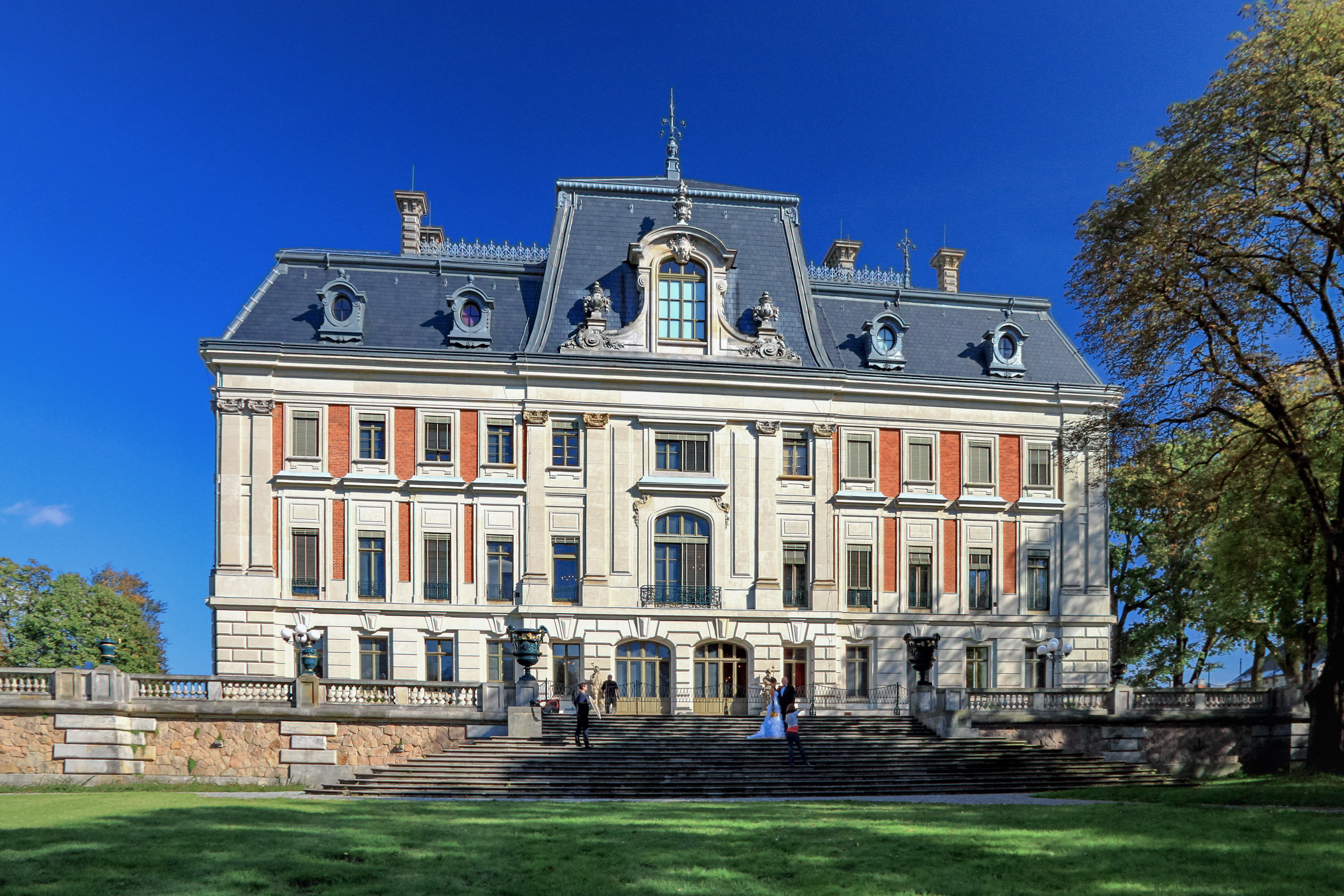
Château de Pless.

La civitas Plesna fut mentionnée pour la première fois en 1327. Quelques années plus tard, après la mort du duc Lech de Racibórz en 1336, son duché comme fief accompli reviendra à la couronne de Bohême. Le roi Jean Ier accorda le domaine au duc Nicolas II d'Opava, membre de la lignée silésienne de la dynastie des Přemyslides. De 1375 et 1396, le duc Ladislas II d'Opole fut souverain de Pszczyna ; en 1407, le duc Jean II d'Opava a offert la ville à son épouse Hélène – l'heure de la naissance de la principauté de Pless
Dans le contexte de la colonisation germanique, Pszczyna devient rapidement une ville dynamique, notamment connue pour la carpiculture, et ses foires furent des véritables pôles d'échanges. Ses murs d'enceinte protègent les citoyens contre les attaques des hussites. En 1462, le fief passera aux mains de Victor de Poděbrady, fils du roi Georges de Bohême puis à son beau-père le duc Casimir II de Cieszyn. En 1548, le domaine est vendu à Balthasar de Promnitz, prince-évêque de Wrocław qui obtenait la reconnaissance du droit successoral du majorat par le roi Ferdinand Ier de Habsbourg. Les Promnitz introduisaient la Réforme protestante en 1568 ; plus tard, les citoyens deviennent à nouveau catholiques.

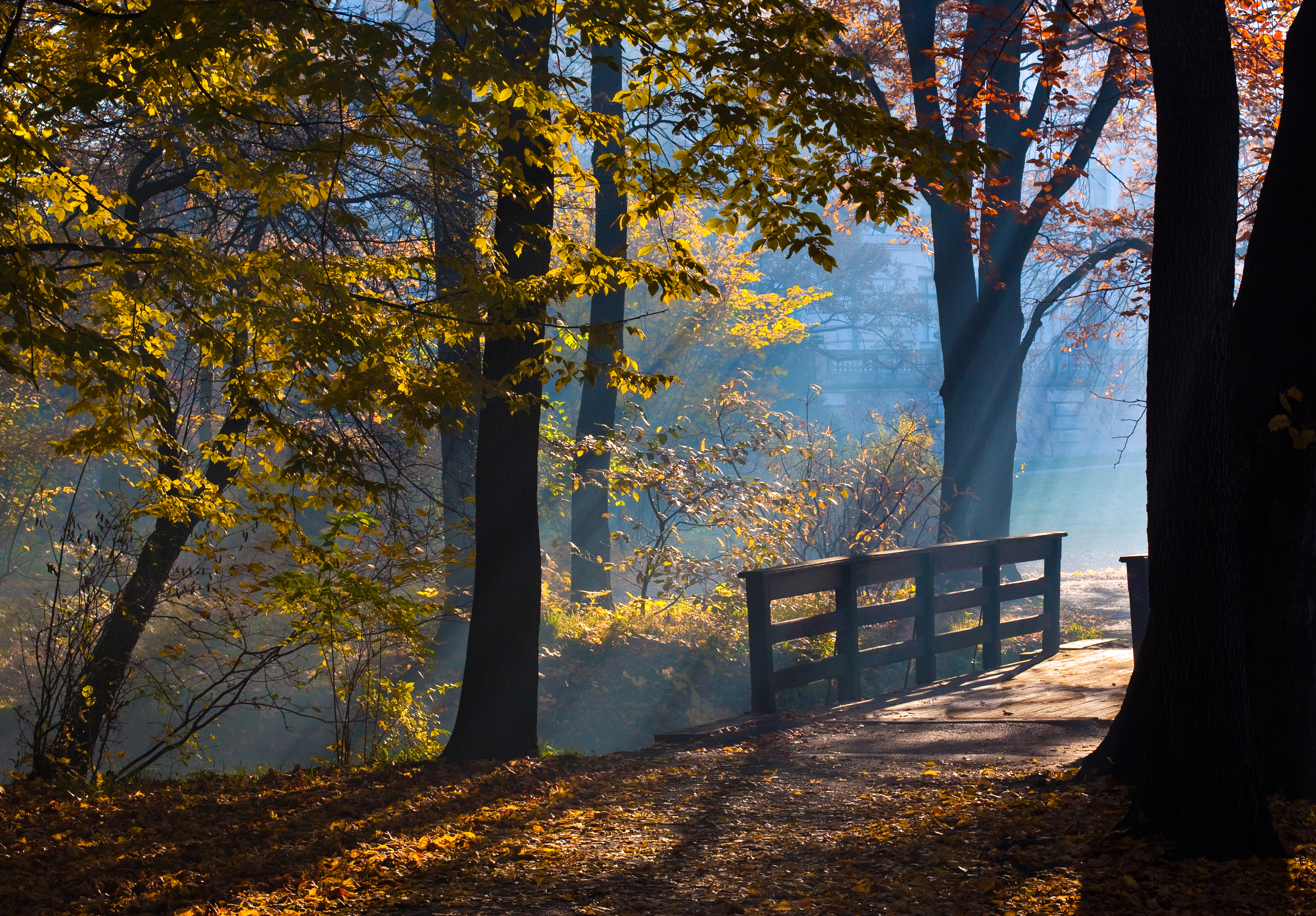
Parc de Pszczyna.

Sous le gouvernement d'Erdmann II de Promnitz, son maître de chapelle Georg Philipp Telemann y travailla à partir de 1705. Après la première guerre de Silésie, en 1742, la ville a été annexée par le royaume de Prusse est incorporée dans l'arrondissement de Pless (de) au sein de la province de Silésie. En 1765, le prince Frédéric-Erdmann d'Anhalt-Köthen devient héritier présomptif de Pless, qui laisse son oncle maternel Johann Erdmann de Promnitz, sans héritier en ligne masculine. Ses fils Frédéric-Ferdinand et Henri en héritèrent ; en 1847, la seigneurie passe au comte Jean-Henri X d'Hochberg. Pless resta la propriété de la famille von Hochberg à Fürstenstein jusqu'en 1939. L'élevage conservatoire de bisons commença en 1865.
Pendant la Première Guerre mondiale, de 1915 à 1917, le château de Pless fut le Grand Quartier général de l'empereur Guillaume II, proche du front de l'Est durant l'offensive de Gorlice-Tarnów et de l'État-major général des forces terrestres impériale et royale à Cieszyn. Après la guerre et à la suite du plébiscite de Haute-Silésie en 1921, Pszczyna reviendra à la république de Pologne.

## Personnalités liées à la commune
- Frédéric-Ferdinand (1769–1830), prince d'Anhalt-Köthen-Pless ;
- Anne-Émilie (1770–1830), princesse d'Anhalt-Köthen-Pless ;
- Friedrich Blühmel (1777–1845), corniste et un facteur d'instruments ;
- Heinrich Gottlob von Mühler (1780–1857), avocat et ministre prussien de la Justice ;
- August Kiß (1802–1865), sculpteur ;
- Julius Carl Raschdorff (1823–1914), architecte ;
- Emil Liebling (1851–1914), pianiste ;
- Jean-Henri XV d'Hochberg (1861–1938), seigneur et industriel minier ;
- Otto Lasch (1893–1971), général ;
- Johnny Friedlaender (1912–1992), peintre et graveur ;
- Stanisław Gazda (1938–2020), coureur cycliste ;
- Piotr Machalica (1955–2020), acteur ;
- Tomasz Tomczykiewicz (1961–2015), homme politique.

## Jumelages
- Klein Rönnau (Allemagne)
- Bergisch Gladbach (Allemagne) depuis 1993
- Kaštela (Croatie)
- Boutcha (Ukraine) depuis 2016